# Miho Bošković
Miho Bošković, född 11 januari 1983 i Dubrovnik, är en kroatisk vattenpolospelare. Han ingick i Kroatiens landslag vid olympiska sommarspelen 2008 och 2012.
Bošković gjorde fem mål i OS-turneringen i Peking där Kroatien nådde en sjätteplats. I London tog han OS-guld i herrarnas vattenpoloturnering. Hans målsaldo i London var femton mål.
Bošković tog VM-guld i samband med världsmästerskapen i simsport 2007 i Melbourne. EM-guld tog Bošković 2010 på hemmaplan i Zagreb.